# جيورجوس فويروس
جيورجوس فويروس (باليونانية: Γιώργος Φοιρός)‏، من مواليد 8 نوفمبر 1953، لاعب كرة قدم يوناني سابق.
لعب مع منتخب اليونان لكرة القدم.

## مسيرته الكروية
لعب جيورجوس فويروس خلال مسيرته الاحترافية مع ناديين في خمسة عشر موسمًا وسجل خلالها 5 أهداف ضمن 350 مباراة. ولم يفز بأي موسم بالكأس أو بالدوري.
خاض جيورجوس فويروس مسيرته مع نادي أريس تسالونيكي في موسم 1971–72 ليلعب معه اثنا عشر موسمًا، مشاركًا في 302 مباراة سجل خلالها 5 أهداف. ثم انتقل إلى نادي إيراكليس في موسم 1983–84 واستمر معه طيلة ثلاثة مواسم، حيث شارك في 48 مباراة ولم يسجل أي هدف.

## روابط خارجية
- جيورجوس فويروس على موقع الاتحاد الدولي (مؤرشف)  (الإنجليزية)
- جيورجوس فويروس على موقع قاعدة بيانات كرة القدم.إي يو (الإنجليزية)
- جيورجوس فويروس على موقع ناشيونال فوتبول تيمز (الإنجليزية)